# Riza Durmisi
Riza Durmisi, född 18 januari 1994 i Ishøj, är en dansk fotbollsspelare av albansk härkomst. Han har även representerat Danmarks fotbollslandslag.

## Karriär
Den 22 juni 2018 värvades Durmisi av Lazio, där han skrev på ett femårskontrakt. Den 6 december 2019 lånades Durmisi ut till franska Nice på ett låneavtal över resten av säsongen 2019/2020. Den 22 januari 2021 lånades Durmisi ut till Salernitana.
Den 31 januari 2022 lånades Durmisi ut till nederländska Sparta Rotterdam på ett låneavtal över resten av säsongen 2021/2022. Den 1 september 2022 lånades han ut till spanska Segunda División-klubben Leganés på ett säsongslån. Den 30 januari 2023 lånades Durmisi istället ut till Tenerife.
Efter att varit klubblös ett halvår skrev Durmisi den 8 januari 2024 på ett halvårskontrakt med polska ŁKS Łódź.